# Kuźnica (powiat koniński)

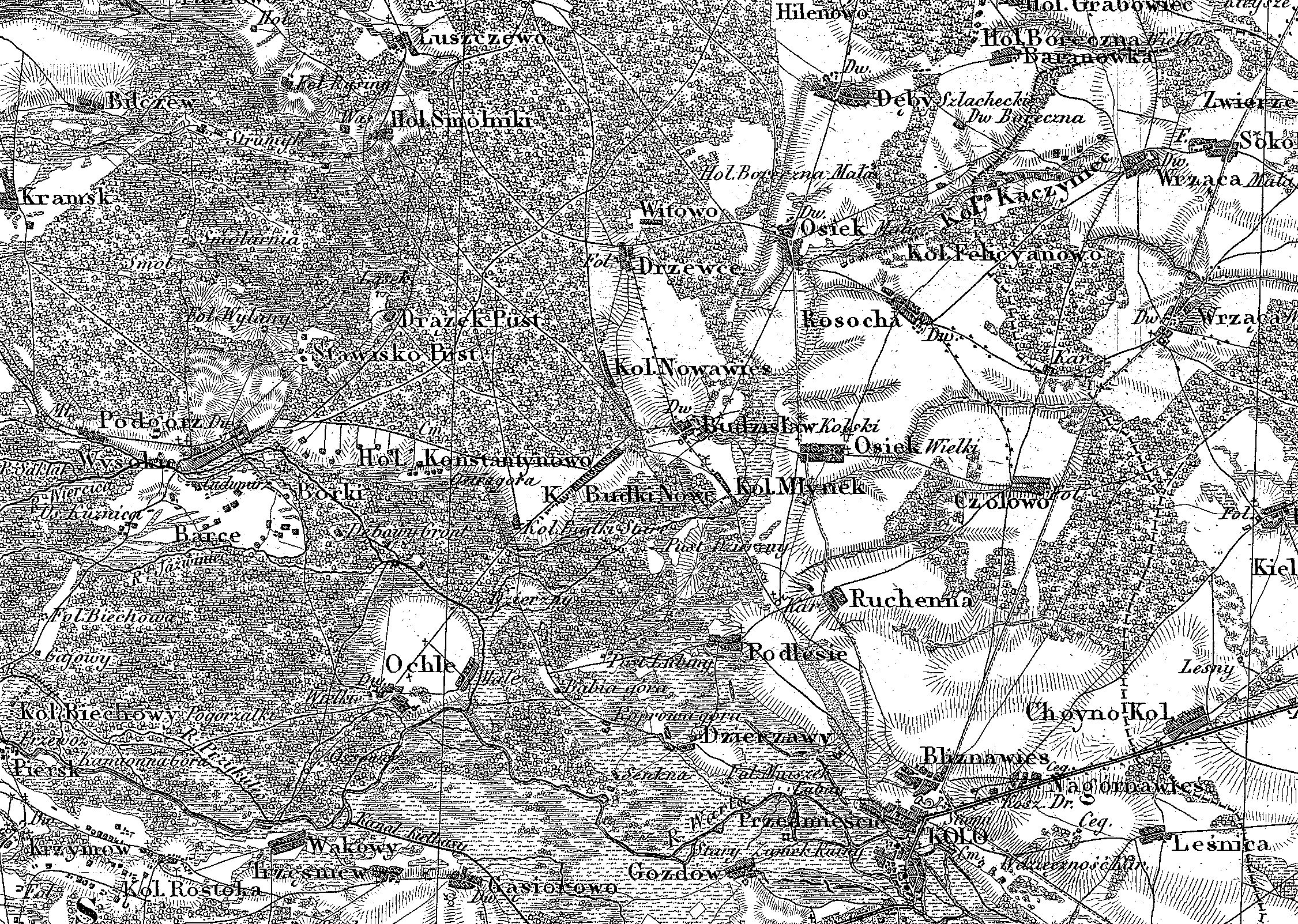
Kuźnica na mapie z 1835 roku wśród innych ówczesnych miejscowości obecnych gmin: Kramsk, Osiek Mały i Koło.

Kuźnica – wieś w Polsce, położona w województwie wielkopolskim, w powiecie konińskim, w gminie Kramsk.
Kuźnica powstała w XIII w. Należy do sołectwa Barce i w latach 2007–2015 była jego siedzibą. W pobliżu miejscowości płyną rzeki Wiercica oraz Jaźwiniec. W latach 1975–1998 Kuźnica położona była w województwie konińskim.

## Sprawa statusu miejscowości
W sierpniu 2018 roku mieszkańcy Kuźnicy wystąpili z wnioskiem do Rady Gminy Kramsk w sprawie zmiany statusu miejscowości z części wsi Barce, na wieś. Mieszkańcy zaznaczali chęć odrębności oraz nie utożsamiania ich z sąsiednią wsią. Jedną z podanych przyczyn, był fakt historycznej samodzielności Kuźnicy, bowiem w wykazie urzędowych nazw miejscowości w 1938 roku figurowała ona jako wieś, natomiast w 1980, była już traktowana jako część wsi Barce.
31 stycznia 2019, wójt gminy zarządził konsultacje społeczne z mieszkańcami w tej sprawie. Odbyły się one 12 lutego, wraz z konsultacjami z mieszkańcami miejscowości Kramsk-Łazy, którzy borykali się z tym samym problemem.
Kuźnica odzyskała status wsi i została wyodrębniona od Barc 1 stycznia 2020.